# 馬氏盤鼻魨
馬氏盤鼻魨為輻鰭魚綱魨形目四齒魨亞目四齒魨科的其中一種，為溫帶海水魚，分布於東南大西洋南非及西南太平洋紐西蘭海域，體長可達12公分，棲息在底層水域，生活習性不明。